# ニーナ・ネスビット
ニーナ・リンドバーグ・ネスビット（Nina Lindberg Nesbitt、1994年7月11日 - ）は、スコットランドのシンガーソングライター、ギタリスト。
2013年4月、シングル『Stay Out』が全英シングルチャートで21位を記録。自身初となるトップ40入りを果たし、躍進を遂げた。多くのEPをリリースしており、2012年4月にリリースした2ndEP『The Apple Tree』がBBC Radio 1での放送後、iTunesダウンロードチャートで6位を記録。また、iTunesシンガーソングライターチャートで首位を獲得した。しかし、2012年にリリースしたEP『Boy』の同名タイトルのデビューシングルは全英シングルチャートで139位であった。
2013年、シングル『Stay Out』で注目を集める。2013年7月23日、このシングルに続き、EP『Way In The World』をリリース。BBC Radio 1でAリストに追加される。2013年8月、ジョン・ルイスの広告キャンペーンに、自身によるフリートウッド・マックの『ドント・ストップ』のカバーが使われ、9月1日には全英シングルチャートで61位を記録した。BBC Radio 1のLive Loungeで特集が組まれた際には、イギリス人歌手ジョン・ニューマンの『ラヴ・ミー・アゲイン』を披露した。
2014年2月9日、最新シングル『セルフィーズ』をリリース。この楽曲は、2014年2月17日にイギリスでリリースされたデビューアルバム『ペルオキシド』に収録されている。

## 生い立ち
1994年7月11日、エディンバラでスコットランド人の父とスウェーデン人の母のもとに生まれる。ウェスト・ロージアンはリヴィングストンのベルスクアリーにある小さな村の学校に通い、バレアノ・コミュニティー・ハイスクールに入学。寝室での楽曲制作やレコーディング、YouTubeへの動画の投稿により音楽キャリアをスタートさせた。ギターやピアノ、フルートを演奏することができる。地毛はチョコレート色であり、現在はブロンドに染めている。また、過去にモデルとして活動していた。

## 音楽キャリア

### 初期のキャリア
エド・シーランとの対面後、彼のヨーロッパツアーへの参加の話が持ち上がり、サポートアクトとして参加する。その後、彼の元恋人役として『ドランク』のミュージックビデオに出演。さらに、彼女の『ステイ・アウェイク』のカバーを聴いたエグザンプルからもラブコールを受け、ツアーに参加することになった。

### 2012 - 2013年：The Apple Tree、Boy、Stay Out、Way In The World
2012年4月、2ndEP『The Apple Tree』がリリースされ、BBC Radio 1での放送後、iTunesダウンロードチャートで6位を記録した。また、iTunesシンガーソングライターチャートでは首位を獲得した。2012年10月9日、新しく契約したアイランド・レコードからリリースされたデビューシングル『Boy』を引っ提げ、2度目のUKヘッドラインツアーを開始。シンガーソングライターのジョシュ・カムラとビリー・ロケットと共に参加した。2012年10月9日にスコットランドはグラスゴーにあるOran Morから始まり、18日にイングランドはロンドンにあるDingwallsで終了した。その後、ネクストEPのタイトルが『Stay Out』であることを明かし、2013年4月8日にリリース。同名タイトルのトラックはチャートで21位を記録したが、翌週には41位まで落ちた。2013年7月21日、EP『Way In The World』をリリース。同名タイトルのトラックはシングルとしてもリリースされ、2013年6月12日にミュージックビデオが公開された。2013年8月25日、ジョン・ルイスの広告キャンペーンに使用されたフリートウッド・マックの『ドント・ストップ』のカバーをリリース。2013年9月6日、ハムデン・パークで行われた2014 FIFAワールドカップ・予選にて、スコットランドとベルギーの対戦前に『スコットランドの花』を斉唱した。

### 2013年 - 現在：Peroxide
2014年2月9日、シングル『セルフィーズ』をリリース。同月17日には、イギリスでデビューアルバム『Peroxide』をリリースした。このアルバムの発売日より、エディンバラはプリンセス・ストリートのHMVで始まるイギリスツアーを行った。このアルバムのリリース後、わずか数時間でiTunes Storeで首位を獲得した。
2014年4月1日、アメリカでEP『Nina Nesbitt』をリリース。

## ディスコグラフィ

### スタジオ・アルバム
| タイトル     | 備考                                                                                  | 最高順位 | 最高順位 | 最高順位 |
| タイトル     | 備考                                                                                  | UK       | IRE      | SCO      |
| ------------ | ------------------------------------------------------------------------------------- | -------- | -------- | -------- |
| ペルオキシド | - リリース日: 2014年2月17日 - レーベル: ユニバーサルミュージック - 規格: 音楽配信、CD | 11       | 40       | 1        |

### EP
| #  | タイトル                            | 作詞 | 作曲・編曲 | 時間 |
| -- | ----------------------------------- | ---- | ---------- | ---- |
| 1. | 「Glue」(Live)                      |      |            | 2:17 |
| 2. | 「Noserings and Shoestrings」(Live) |      |            | 3:36 |
| 3. | 「Skeletons」(Live)                 |      |            | 4:47 |
| 4. | 「Babylon」(Live)                   |      |            | 4:53 |

| #  | タイトル           | 作詞 | 作曲・編曲 | 時間 |
| -- | ------------------ | ---- | ---------- | ---- |
| 1. | 「The Apple Tree」 |      |            | 2:54 |
| 2. | 「Seesaw」         |      |            | 2:48 |
| 3. | 「Hold You」       |      |            | 5:06 |
| 4. | 「Only Love」      |      |            | 3:16 |
| 5. | 「Make Me Fall」   |      |            | 3:51 |

| #  | タイトル                  | 作詞 | 作曲・編曲 | 時間 |
| -- | ------------------------- | ---- | ---------- | ---- |
| 1. | 「Boy」                   |      |            | 3:36 |
| 2. | 「Jessica」(Demo)         |      |            | 4:38 |
| 3. | 「Boy」(Acoustic Version) |      |            | 3:36 |
| 4. | 「Boy」(Hostage Remix)    |      |            | 3:49 |

| #  | タイトル                | 作詞 | 作曲・編曲 | 時間 |
| -- | ----------------------- | ---- | ---------- | ---- |
| 1. | 「Stay Out」            |      |            | 2:45 |
| 2. | 「Just Before Goodbye」 |      |            | 3:11 |
| 3. | 「No Interest」         |      |            | 3:10 |
| 4. | 「Statues」             |      |            | 4:13 |

| #  | タイトル              | 作詞 | 作曲・編曲 | 時間 |
| -- | --------------------- | ---- | ---------- | ---- |
| 1. | 「Way In The World」  |      |            | 3:06 |
| 2. | 「Brit Summer」(Demo) |      |            | 3:10 |
| 3. | 「Not Me」            |      |            | 3:24 |
| 4. | 「Spiders」           |      |            | 4:03 |

### シングル
| 年   | タイトル           | 最高順位 | 最高順位 | 最高順位 | 最高順位 | 最高順位 | 収録アルバム           |
| 年   | タイトル           | UK       | BEL (Vl) | BEL (Wa) | IRE      | SCO      | 収録アルバム           |
| ---- | ------------------ | -------- | -------- | -------- | -------- | -------- | ---------------------- |
| 2012 | "Boy"              | 139      | —        | —        | —        | —        | Boy                    |
| 2013 | "Stay Out"         | 21       | 76       | 89       | 77       | 11       | Stay Out、ペルオキシド |
| 2013 | "Way In The World" | 55       | 86       | 77       | —        | 28       | Way In The World       |
| 2013 | "ドント・ストップ" | 61       | —        | —        | —        | —        | ペルオキシド           |
| 2014 | "セルフィーズ"     | 40       | —        | —        | —        | 23       | ペルオキシド           |